# المجلس العسكري الثوري في محافظة إدلب
المجلس العسكري الثوري في محافظة إدلب هو مجلس عسكري تابع للثوار السوريين وبالتحديد الجيش السوري الحر برئاسة العقيد عفيف سليمان. نشطت المجموعة _وكما يدل على ذلك اسمها_ في محافظة إدلب.

## التاريخ
انشق العقيد عفيف سليمان عن القوات الجوية السورية وشكل كتيبة خاصة به في شمال درعا في شباط/فبراير 2012. في نيسان/أبريل 2012 أعلن سليمان عن تشكيل المجلس العسكري في إدلب. في أواخر أيار/مايو 2012 أسّّس المجلس العسكري جماعات سورية ثورية تابعة له بما في ذلك كتائب شهداء سوريا (كتيبة شهداء جبل الزاوية كتيبة). أعلن المجلس العسكري عن إنهاء خطة السلام السورية فبدأ في شن هجمات ضد مواقع الجيش السوري بالقرب من إدلب بالتنسيق مع بعض الحلفاء على رأسهم ألوية صقور الشام.
في كانون الأول/ديسمبر 2013، أصدر المجلس العسكري بيانا ضد تنظيم الدولة الإسلامية (داعش) وطالبه فيه بالإفراج عن جميع من قُبض عليهم من ضباط الجيش السوري الحر بما في ذلك المقدم أحمد سعود من الفرقة 13 وفارس البيوش من الفرقة الشمالية ومقاتليهم.
انضم المجلس إلى جبهة ثوار سوريا في 9 كانون الأول/ديسمبر 2013. وفي 14 يونيو/حزيران 2014 استقال قائد المجلس العسكري في إدلب العقيد عفيف سليمان جنبا إلى جنب مع 8 آخرين في المجلس العسكري للجيش السوري الحر بسبب نقص التمويل.